# カール＝アレキサンダー島
カール＝アレキサンダー島(カール＝アレキサンダーとう、ロシア語: Остров Карла-Александра)は北極海の一部であるバレンツ海に位置するロシア連邦領ゼムリャフランツァヨシファの北部にある島である。1874年にオーストリア＝ハンガリー帝国の探検家、ユリウス・フォン・パイアーにより発見された 。